# Бевърли (Чикаго)
Вижте пояснителната страница за други значения на Бевърли.
Бевърли е една от 77-те добре обособени зони на Чикаго, Илиной.
Намира се в южната част на града. Площта ѝ е 8,29 кв. км, а населението – 21 992 души (2000). Гъстота на населението – 2653 души/кв. км. Средният годишен доход на човек е $66 823.
Инфраструктурата на града е създадена преди около 100 години от английски архитекти и инженери. В района има множество исторически къщи и бялото население е основно от ирландски произход.
Раси:
- европеидна раса – 64,4%%
- афроамериканци – 32,0%
- испаноговорещи – 2,92%
- азиатци – 0,6%
- други – 1,866%